# Vodeb
Vodeb je priimek več znanih Slovencev:
- Andreja Vodeb (*1979), odbojkarica na mivki
- Danuška Vodeb, igralka hazene v 20. letih 20. stoletja
- Dušan Vodeb (1916—2006), farmacevt, lekarnar v Mariboru
- Dušan Vodeb (*1946), planinec, publicist ... ?
- Gorazd Vodeb (*1965), bibliotekar, informatik (NUK)
- Gregor Vodeb (*1972), polkovnik SV, poveljnik 1. brigade
- Emil Vodeb (1880—1921), novinar, pisatelj
- Jaka Vodeb, fizik
- Jakob Vodeb (1843—1909), šolnik, prof.
- Jakob Janez Vodeb (*1995), atlet (štafeta)
- Ksenija Vodeb, turistična strokovnjakinja, univ. prof. (UP)
- Ljuban Vodeb - Dado (1946—2021), teniški igralec
- Marta Vodeb, modna oblikovalka, filantropka
- Mateja Vodeb Ghosh, diplomatka, veleposlanivca RS v Indiji
- Miro Vodeb (1906—1980) nogometaš, atlet , športni delavec (Bloudkova plaketa), inž. strojništva
- Oliver Vodeb, stokovnjak za komuniciranje?
- Rafko Mihael Vodeb (1922—2002), teolog, umetnostni zgodovinar, pesnik in prevajalec
- Roman Vodeb (*1963), telovadec, športni trener, psihoanalitik, publicist in bloger
- Sonja Stergaršek (r. Vodeb) (*1946), bibliotekarka, pesnica, prevajalka...
- Špela Vodeb, plesalka, performerka, koreografka
- Teofil (Jožef) Vodeb (1878—1943), organist, skladatelj
- Tilen Vodeb, judoist
- Tim Vodeb (*1990), nogometaš
- Vlasta Vodeb, filozofinja/sociologinja kulture, urbanistka/muzeologinja ?
- Žan Vodeb, harmonikar